# Obi-jufferduif
De Obi-jufferduif (Ptilinopus granulifrons) is een vogel uit de familie Columbidae (duiven). 
De wetenschappelijke naam van de soort werd in 1898 gepubliceerd door Ernst Hartert. Het is een door habitatverlies kwetsbaar geworden vogelsoort die alleen voorkomt op het eiland Obi van de Noord-Molukken (regentschap Halmahera Selatan, Indonesië).

## Kenmerken
De vogel is 20 tot 24 cm lang. De duif is merendeels groen gekleurd. De kop is grijs en op de snavel zit een licht oranjekleurige uitstulping met kleine knobbeltjes. De onderstaartdekveren zijn lichtgeel en op de buik zit een paars vlek met gele randen. Ook op de vleugels zitten lichtgrijze vlekken.

## Verspreiding en leefgebied
Deze soort is endemisch op het Indonesische eiland Obi. Het leefgebied bestaat uit laagland regenwoud, maar ook wel uit landschap met afwisselend struikgewas en kleine bosschages in heuvelland tussen de 40 en 550 m boven de zeespiegel. De duiven houden zich voornamelijk op in het gebladerte van de boomkronen.

## Status
De Obi-jufferduif heeft een beperkt verspreidingsgebied en daardoor is de kans op uitsterven aanwezig. De grootte van de populatie werd in 2016 door BirdLife International geschat op 3,5 tot 15 duizend individuen en de populatie-aantallen nemen af door habitatverlies. Het leefgebied wordt aangetast door ontbossing. Gebieden boven de 500 m worden beter beschermd dan bossen in laagland. Verder is er sprake van illegale mijnbouwactiviteiten (goudzoekers) die de bosgebieden aantasten.Om deze redenen staat deze soort als kwetsbaar op de Rode Lijst van de IUCN.